# Gheorghe Crișan
Gheorghe Crișan, chiamato anche Marcu Giurgiu o Crișan, (1733 – 13 febbraio 1785) fu, insieme a Horea e Cloșca, un leader dell'insurrezione della Transilvania nel 1784.

## Biografia
Nacque nel 1733 nel villaggio di Vaca, oggi villaggio di Crișan, nel comune di Ribița, nel distretto di Hunedoara. Egli comandò i contadini ribelli a Zarand, e in seguito a Câmpeni, Abrud e Cricău. Dal suo accampamento, nel nome di Horea, partì l'ultimatum dei contadini (11 novembre 1784). Combatté in seguito con i suoi uomini contro le truppe austriache a Zarand, Brad e Hălmagiu. Dopo la repressione della rivolta, fu catturato il 30 gennaio 1785 e imprigionato ad Alba Iulia, dove si suicidò, strangolandosi con le stringhe dei suoi calzari il 13 febbraio 1785.